# Bezirk Nikosia
Der Bezirk Nikosia ist ein Bezirk der Republik Zypern. Hauptort ist die zyprische Hauptstadt Nikosia. Wie auch die Hauptstadt selbst ist der Bezirk de facto geteilt; der Nordteil befindet sich als Distrikt Lefkoşa, Distrikt Güzelyurt und als Distrikt Lefke unter Kontrolle der Türkischen Republik Nordzypern.

## Geschichte
Noch unter der Lusignan-Herrschaft und während der venezianischen Zeit, wurde das Königreich Zypern in 12 Provinzen unterteilt. Das Gebiet um Nikosia war die Provinz Vicomté und umfasste die östliche Hälfte des heutigen Bezirks Nikosia, was später die Nahiyes von Dagh und Değirmenlik werden sollte. Die westliche Hälfte des heutigen Bezirks bildete die Provinz Pendaïa (Pendagia).
Unter osmanisch-türkischer Herrschaft war Nikosia eine der sechs Kazas, in die die Insel aufgeteilt war. Die Kaza von Nikosia, auch bekannt als Kaza von Değirmenlik, wurde in zwei Nahiyes geteilt – Dagh (Orini) und Değirmenlik (Kythrea). Als die Briten 1878 die Kontrolle über Zypern übernahmen, wurden diese Verwaltungseinheiten beibehalten. Ein britischer Offizier, der als Kommissar (später Bezirksbeamter) bezeichnet wurde, wurde für die Kaza von Nikosia ernannt, während der türkische Kaymakam, der frühere Leiter, zunächst mit bestimmten seiner Funktionen belassen wurde.
Die Nahiyes von Lefka und Morfou waren zuvor in der Kaza von Kyrenia, aber 1881 waren die Nahiyes der Kaza von Nikosia:
- Lefka
- Morfou
- Dagh
- Değirmenlik

Die zuvor getrennte Stadt Nikosia kam in der britischen Zeit unter die Nahiya von Değirmenlik.

## Gemeinden

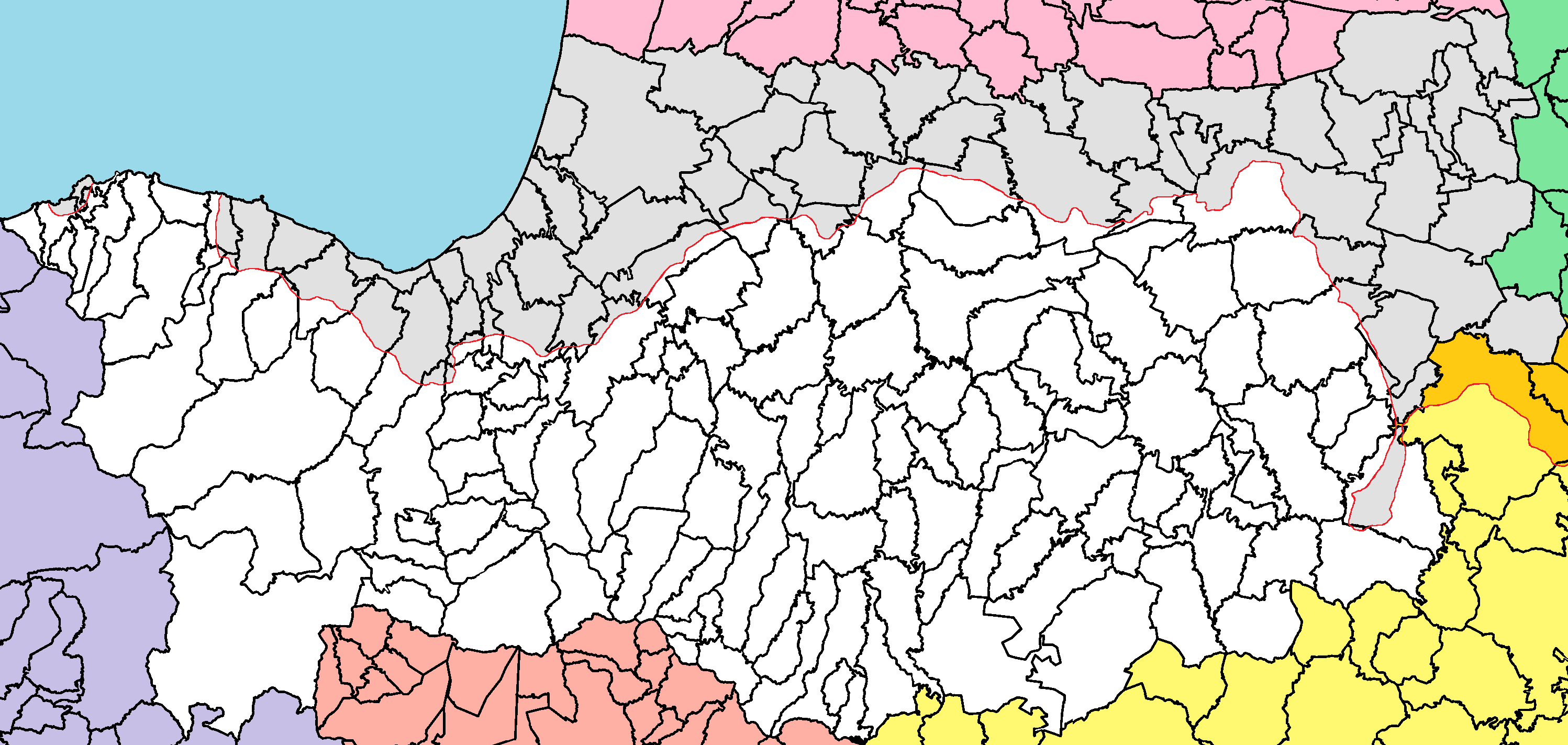
Der Bezirk Nikosia unterteilt in Gemeinden

Laut Statistischem Dienst der Republik Zypern (2015) besteht der Bezirk Nikosia aus 12 Städten und 162 Gemeinden. Städte sind fett dargestellt. Gemeinden, die sich in besetztem Gebiet befinden, sind kursiv dargestellt.
- Agia
- Agia Irini
- Agia Marina
- Agia Marina (Skylloura)
- Agia Varvara
- Agii Iliofoti
- Agii Trimithias
- Agios Dometios
- Agios Epifanios Orinis
- Agios Epifanios Soleas
- Agios Georgios
- Agios Georgios Lefkas
- Agios Ioannis (Selemani)
- Agios Ioannis (Maloundas)
- Agios Nikolaos Lefkas
- Agios Sozomenos
- Agios Theodoros Soleas
- Agios Theodoros Tilliria
- Agios Vasilios
- Aglandzia
- Agrokipia
- Akaki
- Alampra
- Alevga
- Alithinou
- Alona
- Ammadies
- Ambelikou
- Analiondas
- Anagia
- Angolemi
- Anthoupolis
- Apliki
- Arediou
- Argaki
- Askas
- Astromeritis
- Avlona
- Beikioi
- Dali
- Denia
- Dyo Potami
- Elia
- Engomi
- Epicho
- Episkopio
- Ergates
- Evrychou
- Exometochi
- Farmakas
- Fikardou
- Flasou
- Fterikoudi
- Fyllia
- Galata
- Galini
- Gerakies
- Geri
- Gerolakkos
- Gourri
- Kakopetria
- Kaliana
- Kalo Chorio Kapouti
- Kalo Chorio
- Kalo Chorio
- Kalopanagiotis
- Kalyvakia
- Kambi
- Kambia
- Kambos
- Kanli
- Kannavia
- Kapedes
- Karavostasi
- Kataliondas
- Kato Deftera
- Katokopia
- Kato Koutrafas
- Kato Moni
- Kato Pyrgos
- Kato Zodia
- Katydata
- Kazivera
- Kioneli
- Klirou
- Kokkina
- Kokkinotrimithia
- Korakou
- Kotsiatis
- Kourou Monastiri
- Kyra
- Kythrea
- Lagoudera
- Lakatamia
- Latsia
- Lazanias
- Lefka
- Linou
- Livadia
- Louroutzina
- Loutros
- Lymbia
- Lythrodondas
- Malounda
- Mammari
- Mandres
- Mansoura
- Margi
- Margo
- Masari/Şahinler
- Mathiatis
- Meniko
- Mia Milia
- Mylikouri
- Mitsero
- Mora
- Morfou
- Mosfileri
- Moutoullas
- Neo Chorio
- Nikosia
- Nikitari
- Nikitas
- Nisou
- Oikos
- Orounda
- Ortakioï
- Pachyammos
- Palechori Morphou
- Palechori Orinis
- Palekythro
- Paleometocho
- Pano Deftera
- Pano Koutrafas
- Pano Pyrgos
- Pano Zodia
- Pedoulas
- Pendagia
- Pera
- Pera Chorio
- Peristerona
- Peristeronari
- Petra
- Petra tou Digeni
- Pigenia
- Platanistasa
- Politiko
- Polystypos
- Potami
- Potamia
- Prastio
- Psimolofou
- Pyrogi
- Sarandi
- Selladi tou Appi
- Sia
- Sinaoros
- Skouriotissa
- Skylloura
- Spilia
- Strovolos
- Syrianochori
- Temvria
- Trachoni
- Trachonas
- Tsakistra
- Tseri
- Tymbou
- Varisia
- Voni
- Vroisia
- Vyzakia
- Xerovounos
- Xyliatos